# Халід ібн аль-Валід
Абу Сулейман Халід ібн аль-Валід ібн аль-Мугіра аль-Махзумі аль-Кураші (араб. خالد بن الوليد بن المغيرة المخزومي القرشي; 592, Мекка, — 642, Хомс) — полководець, один із сподвижників пророка Мухаммада. За життя отримав прізвисько Сайфу-ллагх (араб. سيف الله — меч Аллаха) за військові досягнення. Керуючи силами новоствореного халіфату, Халід ібн Валід переміг більш ніж у ста битвах з Візантійською імперією, Сасанідським Іраном та їх союзниками. Стратегічні досягнення полягають у завоюванні Аравії під час війн відступників, Межиріччя та Леванту.

## Раннє життя

### Дитинство
Народився 592 р. в Мецці. Його батько був вождем бану Махзум — одного з найбільш знатних кланів курайшитів, а також носив титул «аль-Вахід» — Єдиний.
За традицією курайшитських родів, Халіда невдовзі відлучили від матері й відправили в пустелю до бедуїнів. Там йому підшукали названу матір, котра мала викормити та виростити його. У віці шести років Халід повертається до сім'ї. Хлопчик перехворів віспою, проте вона не завдала йому великої шкоди. Досягнувши юнацтва, Халід повністю усвідомлює, що є сином вождя і тепер його вихованням займався батько, який досяг достатнього успіху.
Вже змалечку Халід навчився їздити верхи і став одним з найкращих наїзників у племені. Він вправно володів багатьма видами зброї, чого навчив його батько. Від батька Халід отримав і перший урок ведення бойових дій. Навчився швидко пересуватися пустелею, завдавати швидких та несподіваних ударів. Ставши дорослим, Халід ібн Валід повністю посвятив себе військовій справі і згодом це захоплення поглинуло його.
Халід був двоюрідним братом Умара ібн аль-Хаттаба, другого праведного халіфа, і вони були дуже схожі. В дитинстві між хлопчаками було суперництво у всьому чим вони займалися, проте це не заважало їхній дружбі. Згодом Умар відіграв достатньо велику роль у житті Халіда.

### Битви проти мусульман
Спершу Халід, як і його батько, не був прибічником Мухаммада та вів війни проти мусульман.
У 625 р. мекканці здійснили напад на Медіну. Чисельність військ була: 3000 з боку курайшитів та 1000 з боку мусульман. Бій відбувся північніше міста на схилах гори Ухуд, яка прикривала тили сил Мухаммада. Бій почався вдало для мусульман, які переслідуючи відступаючих увірвалися до табору, проте рішення групи лучників на фланзі залишити свої позиції, задля участі у грабунку, було фатальним. Кавалерія курайшитів під командуванням Халіда ібн Валіда атакувала в тил та обернула мусульман до втечі. Задовольнившись цим, мекканці покинули поле бою.
У 627 р. Халід був учасником битви біля рову, яка була останньою його кампанією проти мусульман. В ній він командував кавалерією, здійснив спробу прориву захисних укріплень медінців, поки останні перебували на молитві, проте втративши одну людину зі свого загону, відступив. Загалом битва біля рову завершилася поразкою мекканців.

## За Мухаммада

### Прийняття ісламу
628 року Мухаммад із півторатисячним загоном мусульман здійснив мирне паломництво до Мекки, чим достатньо сильно налякав мешканців. Халід ібн Валід з 200-ма кавалеристами намагався перегородити шлях, проте невдало. Згодом було укладено договір, за яким укладалось перемир'я а також давалась можливість проведення паломництва на наступний рік. Своїм правом мусульмани і скористалися у березні 629 р., і в цей час організованість та покора, а також обіцяна мирність такої великої кількості людей, справила враження на мекканців. Під враженням від цього і Халід ібн Валід, не зважаючи на спроби переконання від одноплемінників, вирушив до Медіни, де й прийняв іслам. Цікавим є те, що брат Халіда — Валід ібн аль-Валід був захоплений у полон після битви при Бадрі 624 р., і згодом став мусульманином.

### Битви за Мухаммада
У 629 р. Мухаммад вдався до експедиції проти гассанідів, відправивши названого сина Зайду ібн Харісу та двоюрідного брата Джафара, як командирів. В битві біля селища Мута проти 10000 візантійців та гассанідів, загін мусульман потрапив у важку ситуацію, коли обидва генерали загинули, але завдяки вдалому відступу та діям Халіда, вдалося уникнути повного знищення.
Рік потому Халід ібн Валід керував однією з чотирьох мусульманських армій, які захопили Мекку. Визначальним в цьому було те, що вперше командуючим поставили іноплемінника, що демонструвало новий принцип організації влади. В січні 630 р. при вступі колони під командуванням Халіда в Мекку, їм намагалася чинити опір невелика група прибічників старого режиму, в результаті чого сталася сутичка. Приблизно півтора десятка мекканців загинуло, а інші розбіглися. Мусульмани ж втратили загиблими дві чи три людини.
Згодом було відправлено наказ руйнувати язичницькі святині на околицях Мекки і Халід ібн Валід знищив святилище аль-Уззив Нахле, зрубав священні акації та вбив жерця, який чинив опір. Через тиждень після повернення його направили обернути до ісламу бану джазіма з племінної групи абдманат. Там Халід зустрів озброєних чоловіків які стверджували, що вже сповідують іслам. Коли по його вимозі чоловіки склали зброю, їх схопили та перебили декілька десятків людей, не зважаючи на протести старих сподвижників пророка. За відомою версією, Халід дочекався опівдня, не нападаючи, поки не переконався, що джазиміти не призивають на молитву і після цього атакував їх.
У червні-липні 631 р. Халід отримав наказ провести експедицію в область Наджран, що в гірській частині Ємену. Обернення до ісламу пройшло без кровопролиття і він повернувся з посольством до Медіни в січні 632 р.

## За Абу Бакра

### Війна з відступниками
Після смерті пророка Мухаммада почалося відступництво серед підкорених племен. Деякі погоджувались сповідувати іслам, проте без сплати податків (закяту).

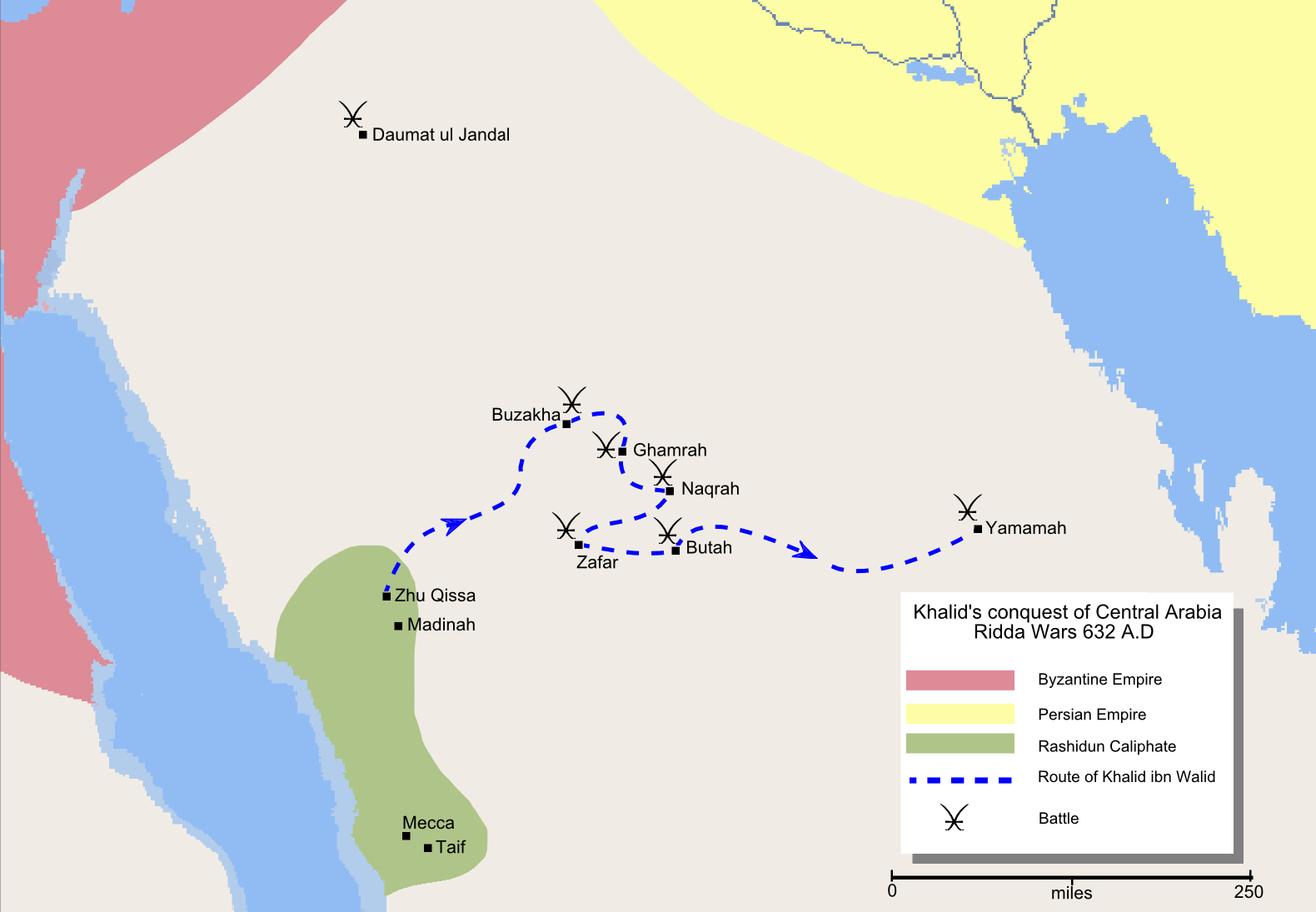
Завоювання Аравії

В перший же місяць правління Абу Бакра, Халід ібн Валід був посланий для примирення бедуїнів Центральної Аравії. Там він вогнем та мечем відновлював іслам ще з більшою жорстокістю. В битві під Бузахою одержано перемогу над таййітами, а після цього — гатафанцями. Здійснивши півкруг по землям гатафанців Халід вирішив здійснити рейд на плем'я йарбу, вождем якого був Малік ібн Нусайра. Частина війська відмовилася йти далі, стверджуючи тим, що Абу Бакр не давав такого наказу, тому Халід виступив без них. Проте згодом, розсудивши, що поразка Халіда ляже плямою на них, а перемога обезславить, приєдналися до основного війська. Під час цього рейду Маліка було вбито, а полонених жорстоко побили, проте невідомо, чи за наказом Халіда це сталося. В результаті останнього звинуватили у пролитті крові мусульман.
На початку березня 633 р. Халід зіткнувся з найбільш небезпечним суперником — Мусайлімою, який стверджував, що отримує одкровення від ар-Рахмана. Бій відбувся у північно-західній частині Йамаму, з обох сторін брало участь до 4000 воїнів. Тільки в кінці дня мусульмани змогли зламати опір супротивника, останні частини якого укрилися за стіною саду, прозваного згодом «садом смерті». Прибічники Мусайліми були знищені, проте й мусульмани зазнали значних втрат, що завадило продовжувати наступ. Було укладено мирний договір з мешканцями Йамами на достатньо м'яких умов для останніх. Таким чином, через рік після смерті пророка вдалося встановити в повному обсязі його державу, і навіть трохи розширити.

### Завоювання Іраку

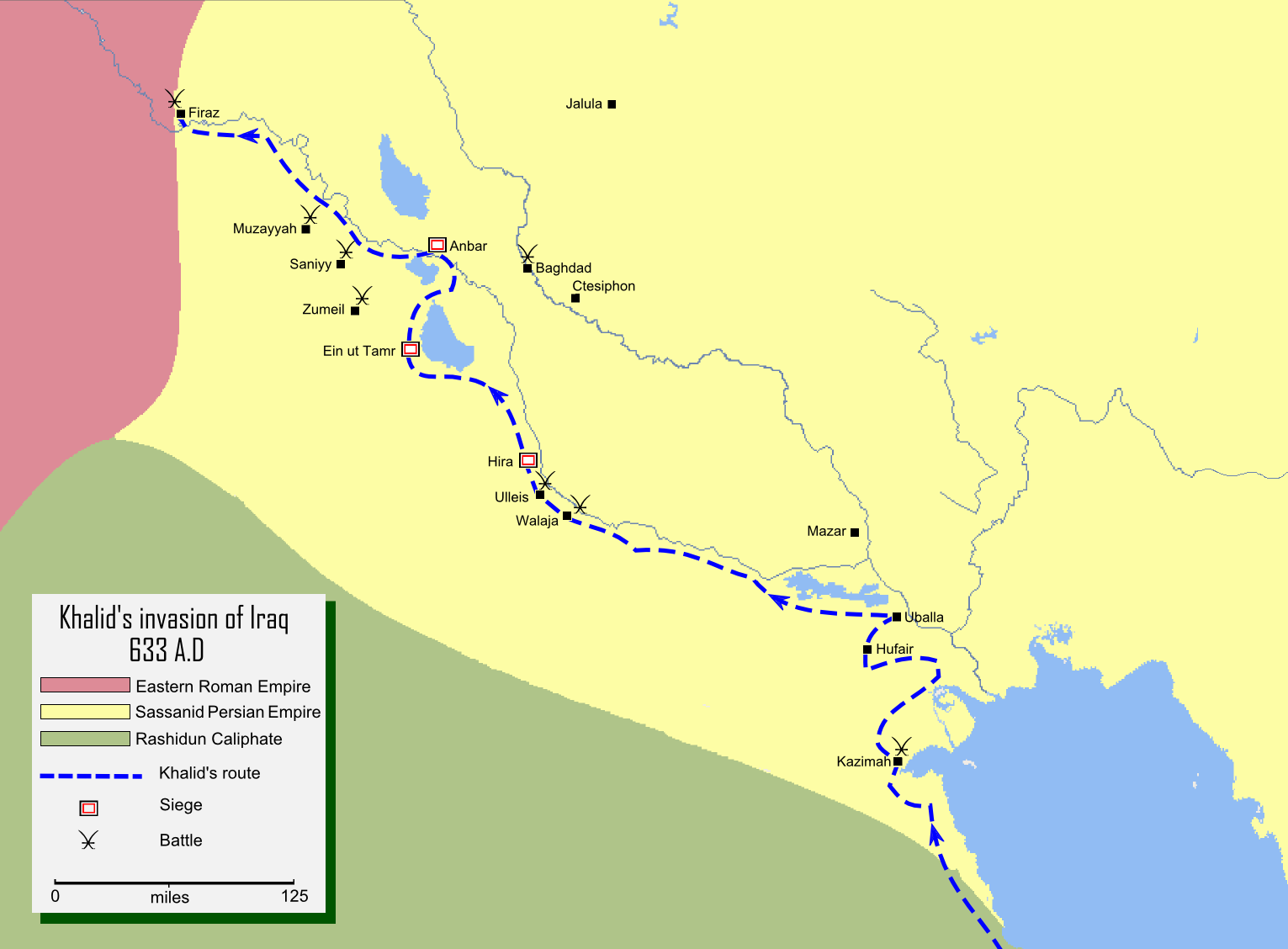
Кампанія в Межиріччі (Ірак)

Після завоювання Йамами Абу Бакр вирішив розширити межі халіфату. Становище Ірану після війн з візантійцями (602—628 рр.) та безперервної зміни шахів було плачевним, до того ж бедуїни посилили натиск на долину Євфрату та неодноразово просили підтримки у мусульман в боротьбі проти персів. Тому Абу-Бакр наказав Халіду йти на завоювання Хіри, чого він і добився після чотирьох послідовних битв проти іранських та арабських загонів: битва «зчеплених» — квітень 633 р., битва на річці — остання третина березня 633 р., битва при аль-Валаджі — травень 633 р. (Халід вдало використав тактику Ганнібала при Каннах — захват у кліщі) та битва при Улайсі — середина травня 633 р. Жителі Хіри здалися в кінці травня 633 р., підписавши договір за яким мали виплачувати мусульманській державі 190 000 дирхамів на рік.
Тоді Халіду довелося повернутися з армією в північну частину Аравії, а саме в Даумат аль-Джандаль, де повстанці оточили сили іншого арабського генерала — Айада ібн Ганама. В битві під Даумат аль-Джандалем вдалося розгромити повстанські сили і встановити контроль над регіоном. Подальші військові дії по поверненні в Ірак привели до повного завоювання степової частини долини Євфрату. Дізнавшись про новозібрану армію персів та арабі-християн, Халід вирішив не вдаватися до генерального бою, а розбити окремі частини сил супротивника в нічних атаках — битва під Музаяхою, битва при Санії та битва при Зумаїлі в листопаді 633 р. Останньою битвою Халід ібн Валід в іракській кампанії була битва при Фіразі (грудень 633 р.), де він зміг перемогти вдвічі більшу об'єднану армію Сасанідів, Візантії та арабів-християн.
В цьому 800-кілометровому рейді, Халід ібн Валід не зазнав жодної поразки, що показує його талант тактика, а також мобільність армії, яка завжди випереджала супротивника (одним із прийомів маршу мусульман була комбінація використання верблюдів та коней).

### Кампанія в Сирії та Палестині

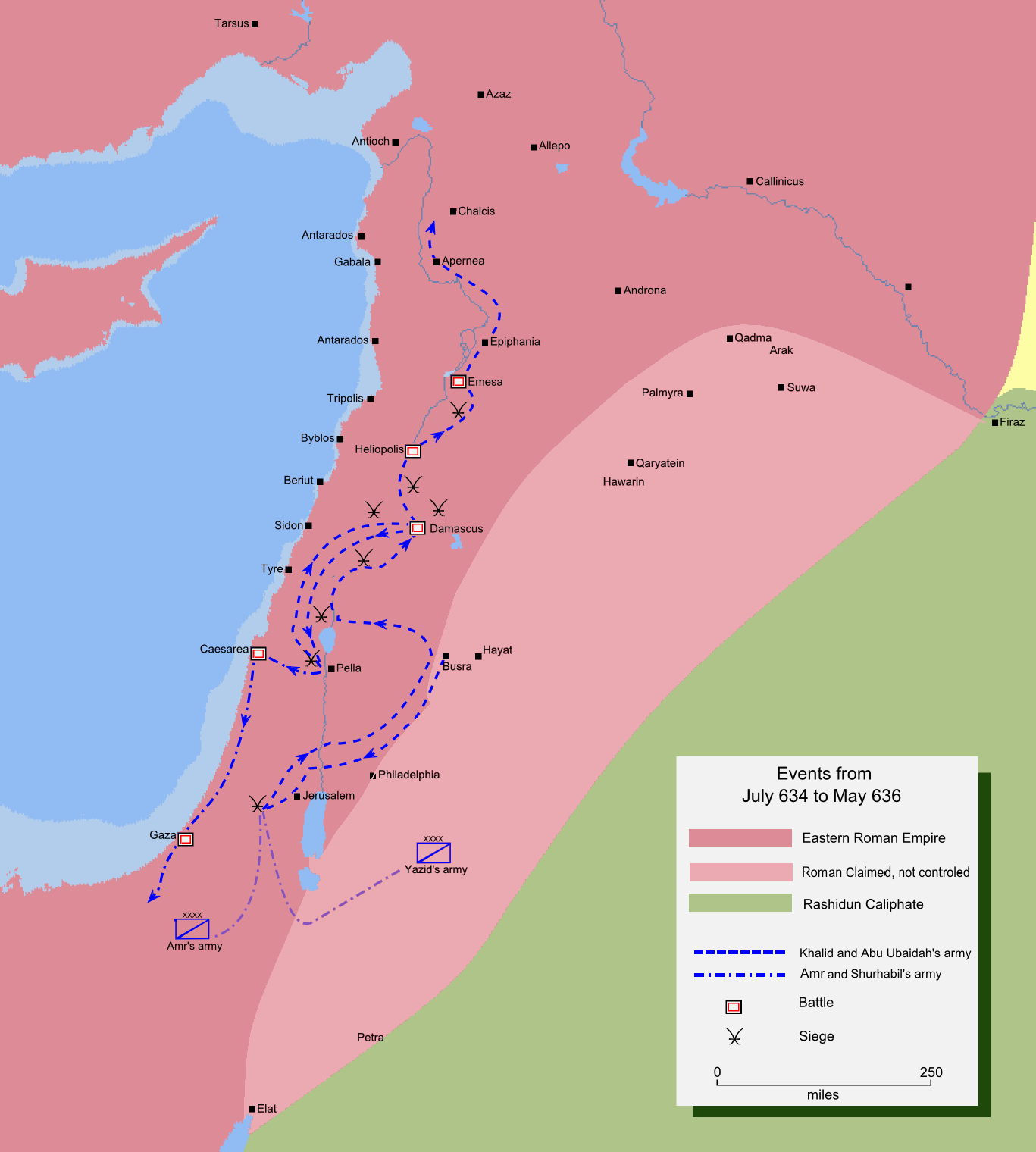
Вторгнення в Центральну Сирію

У 634 р. Абу-Бакр відправив декілька тисяч воїнів для підкорення арабських земель на візантійській території. Проте початок бойових дій в Південній Палестині показав відсутність полководницьких талантів у близького до Мухаммада Абу Убайди, тому на місце нового головнокомандувача було назначено Халіда ібн Валіда (у Персії його замінив Саад ібн Абу Ваккас). Він здійснив сміливий перехід через безводну пустелю та з тисячею кінних воїнів вийшов біля Бусри. Там достатньо швидко зібравши розрізнені на великій території мусульманські загони, Халід зміг нанести серйозну поразку силам візантійців під Аджнадайном (30 липня 634 р.). Звістку про цю перемогу Абу Бакр скоріш за все не отримав, померши 9 серпня від хвороби, яка перебігала зі значною гарячкою, і встигши призначити спадкоємцем Умара ібн аль-Хаттаба.

## За Умара ібн Хаттаба

### Подальші завоювання
Першим рішенням Умара на посту халіфа було відсторонення Халіда ібн Валіда від поста головнокомандувача і повернення на це місце Абу Убейда.
Мусульмани продовжили свої набіги, а основні сили підійшли до Дамаску і взяли його в облогу, якою разом з Халідом вже керував і Убайда. Через півроку населення міста склало зброю, підписавши договір, який гарантував безпеку жителям, збереження власності та церков, за умови виплати подушного податку і обов'язку не допомагати ворогам мусульман. Ситуація у Східному Середземномор'ї збентежила імператора Іраклія, який почав готувати велику армію для походу на арабів.
У серпні 636 р. в битві біля річки Ярмук (Гієромакс) вирішилася доля Сирії та Палестини. При приближенні візантійської армії мусульмани залишають почергово Емессу Хомс, а згодом Дамаск і відступають до річки. Під час шестиденної битви, арабська кавалерія змогла зломити візантійців, кіннота яких втекла з поля бою, а легіонерів оточили і вирізали майже до останнього. Після цього візантійська армія вже не змогла дати значної битви в Палестині та Сирії, мусульманам протистояли тільки гарнізони та провінційні війська.

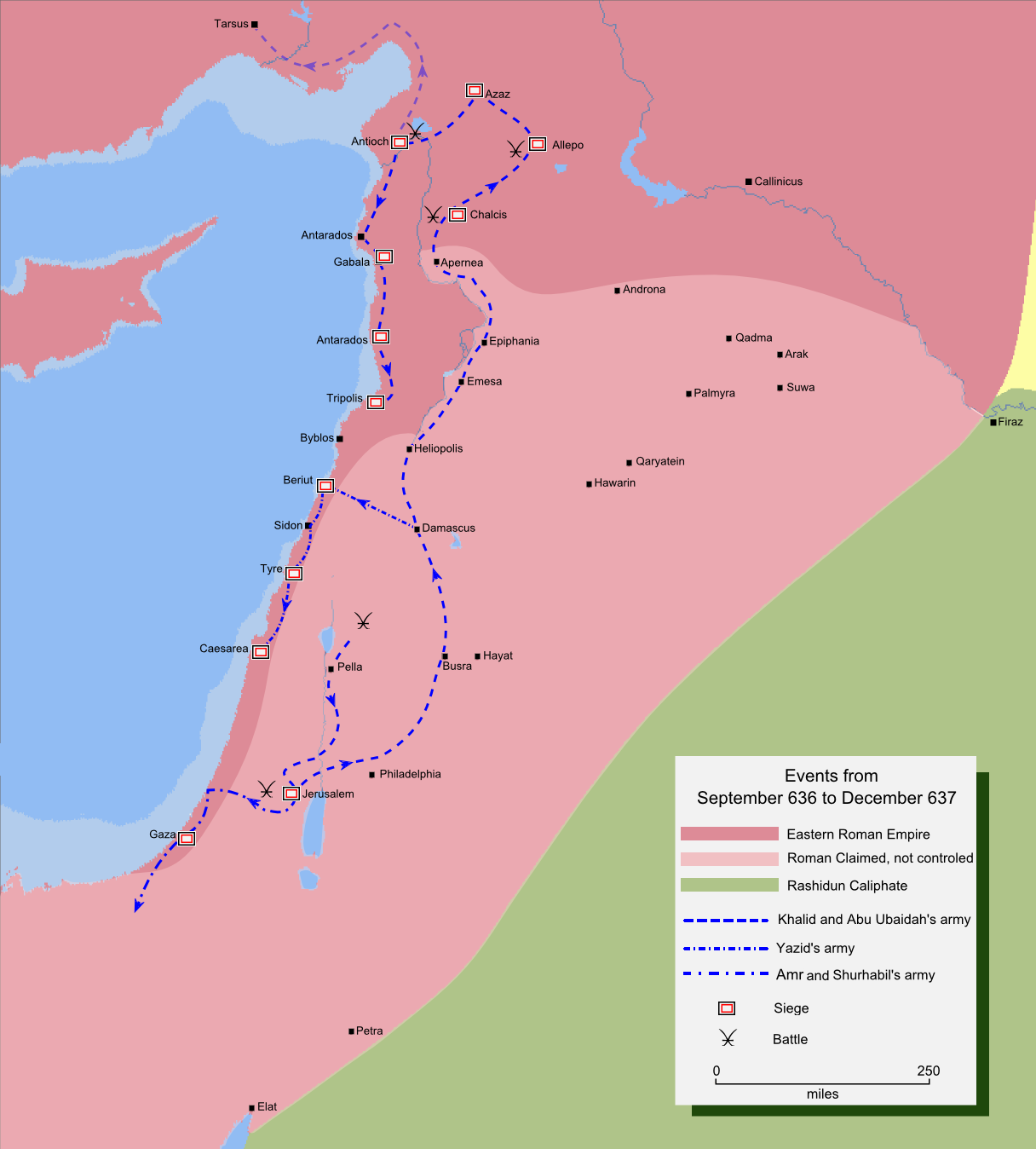
Підкорення Єрусалиму та Північної Сирії

Таким чином мусульмани змогли встановити контроль над всіма минулими завоюваннями (Дамаск та Хомс здалися на тих же умовах, як і в перший раз), а також розпочати спроби нових. Тому Халід ібн Валід та Убайда згортають військові дії на півночі Сирії та рухаються до останньої візантійської цитаделі на південь — Єрусалиму. Чотирьохмісячна облога міста завершилась його сдачею не пізніше березня 637 р. особисто халіфу Умару.

### Відставка Халіда
До кінця не ясною залишається факт зміщення Халіда ібн Валіда з поста головнокомандувача, адже на більшості договорів його підпис стоїть першим, тобто на той час в Сирії він був найбільш впливовою людиною. Тим більш серед армії він мав надзвичайний авторитет і вплив. Проте іншої думки були про Халіда старі сподвижники пророка, для них він був надто самостійним та незалежним. Зрештою хтось доніс до халіфа Умара звістку про непомірно великі подарунки від Халіда своїм воєначальником, що й послугувало приводом до остаточного зміщення з посади головнокомандувача.
Через декілька років Халід ібн Валід повернувся в Хомс і брав участь у поході на Джезіру, проте невідомо, чи командував він якимись з'єднаннями. Ім'я Халіда зникає з воєнних розповідей після 638 р.

### Смерть
У 642 р. Халід ібн Валід захворів, проте природу хвороби не вдається визначити. Він дуже шкодував, що не зустрів смерть в бою, а помирав на самоті в своєму ліжку: 
Я брав участь у стількох битвах, шукаючи мученицьку смерть, що на моєму тілі не залишилося жодного місця без рубців або ран від списів та мечів. І все ж ось я, помираю у своєму ліжку, немов старий верблюд. Нехай очі боягузів ніколи не знатимуть відпочинку
На день своєї смерті майно Халіда складалося з його зброї та обладунків, коня і одного раба — вірного Хамама. Полководець був похований в сирійському місті Хомс. Над місцем його поховання збудували велику мечеть, що нині носить його ім'я.

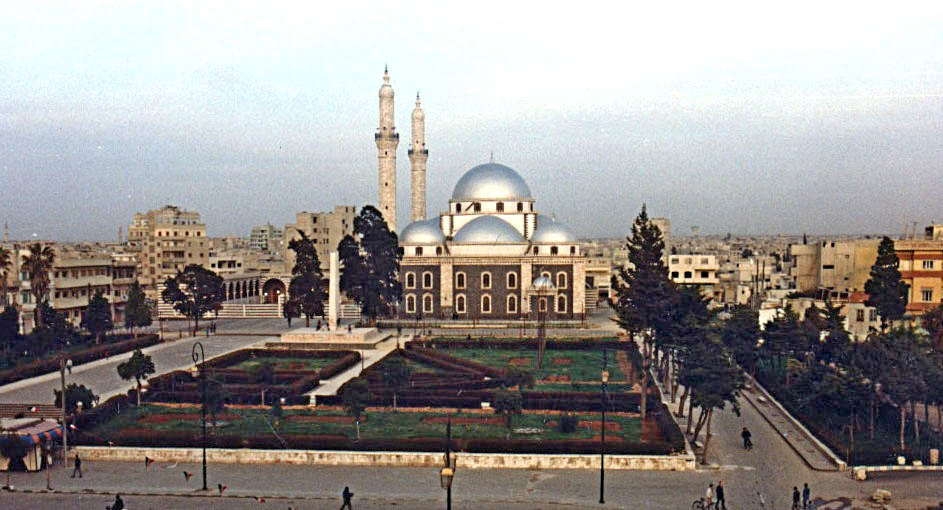
Мечеть Халіда ібн Аль-Валіда, Хомс

Внаслідок військових дій на території Старого міста Хомс, яке протягом близько двох років утримувалося повстанцями, мечеть отримала ряд серйозних, але не катастрофічних пошкоджень.